# Novyj Buh
Novyj Buh (ukrainsk: Но́вий Буг, tr. Nóvyj Buh, ukrainsk udtale: [ˈnɔʋei̯ buɦ]  ( hør)) er en by i Mykolaiv oblast i det sydlige Ukraine.
Indtil 2020 fungerede den som det administrative centrum for Novyj Buh rajon. I 2021 havde byen  15.003 indbyggere. I 2001 var indbyggertallet 16.250. Priingul regionale landskabspark (en) ligger delvist i byen.